# Куп Југославије у фудбалу 1975/76.
Куп Југославије у фудбалу у сезони 1975/76. је двадесетосмо такмичење за Пехар Маршала Тита.
Победник Купа је постао Хајдук из Сплита, по пети пут у историји.
Финале је одиграно 25. маја 1976. године у Београду на стадиону Црвене звезде.

## Шеснаестина финала
| Утак. | Клуб, Место          | Резултат    | Клуб, Место         |
| ----- | -------------------- | ----------- | ------------------- |
| 1     | Челик                | 1–0         | Партизан            |
| 2     | Фамос Храсница       | 2–0         | Вардар              |
| 3     | Јединство Бихаћ      | 1–3         | Раднички Пирот      |
| 4     | Ловћен               | 2–1         | Пролетер Зрењанин   |
| 5     | ОФК Београд          | 0–2         | Динамо Загреб       |
| 6     | Олимпија Љубљана     | 0–1         | Хајдук Сплит        |
| 7     | Осијек               | 0–1         | Раднички Ниш        |
| 8     | Приштина             | 2–3         | Истра               |
| 9     | Црвена звезда        | 3–1         | Ријека              |
| 10    | ФК Сарајево          | 0–4         | Загреб              |
| 11    | Слобода Тузла        | 5–0         | АФК Ада             |
| 12    | Шумадија Аранђеловац | 1–1 (5–4 п) | Бор                 |
| 13    | Тимок                | 0–2         | Жељезничар Сарајево |
| 14    | Вардар II            | 4–1         | Мура                |
| 15    | Вележ Мостар         | 2–1         | Раднички Крагујевац |
| 16    | Војводина            | 5–1         | Цемент              |

## Осмина финала
| Утак. | Клуб                 | Резултат   | Клуб           |
| ----- | -------------------- | ---------- | -------------- |
| 1     | Динамо Загреб        | 3–1        | Слобода Тузла  |
| 2     | Истра                | 0–1        | Фамос Храсница |
| 3     | Загреб               | 1–0        | Вележ Мостар   |
| 4     | Раднички Ниш         | 1–6        | Хајдук Сплит   |
| 5     | Раднички Пирот       | 4–2        | Црвена звезда  |
| 6     | Шумадија Аранђеловац | 5–2        | Ловћен         |
| 7     | Војводина            | 3–1 (про.) | Вардар II      |
| 8     | Жељезничар Сарајево  | 1–0        | Челик          |

## Четвртфинале
| Утак. | Клуб           | Резултат    | Клуб                 |
| ----- | -------------- | ----------- | -------------------- |
| 1     | Хајдук Сплит   | 1–0 (про.)  | Шумадија Аранђеловац |
| 2     | Динамо Загреб  | 2–0         | Раднички Пирот       |
| 3     | Фамос Храсница | 0–0 (5–4 п) | Војводина            |
| 4     | Загреб         | 2–1         | Жељезничар Сарајево  |

## Полуфинале
| Утак. | Клуб         | Резултат | Клуб           |
| ----- | ------------ | -------- | -------------- |
| 1     | Хајдук Сплит | 2–0      | Фамос Храсница |
| 2     | Загреб       | 2–4      | Динамо Загреб  |

## Финале
| Клуб                                | Резултат | Клуб |
| ----------------------------------- | --- | --- |
| Хајдук                              | 1 - 0 (про.) | Динамо Загреб |
| Датум                               | 25. мај, 1976. | 25. мај, 1976. |
| Стадион                             | Стадион Црвене звезде, Београд | Стадион Црвене звезде, Београд |
| Гледалаца                           | 60.000 | 60.000 |
| Судија                              | Маријан Раус, Вараџин | Маријан Раус, Вараџин |
| Хајдук (тренер: Томислав Ивић)      | Иван Каталинић, Лука Перузовић, Ведран Рожић, Марио Бољат, Шиме Лукетин, Иван Буљан, Славиша Жунгул, Дражен Мужинић, Жељко Мијач, Јурица Јерковић, Ивица Шурјак                   | Иван Каталинић, Лука Перузовић, Ведран Рожић, Марио Бољат, Шиме Лукетин, Иван Буљан, Славиша Жунгул, Дражен Мужинић, Жељко Мијач, Јурица Јерковић, Ивица Шурјак                   |
| Динамо Загреб (тренер: Мирко Базић) | Желимир Стинчић, Срећко Хуљић, Чедомир Јовичевић, Велимир Зајец, Филип Блашковић, Ивица Миљковић, Ивица Сензен, Џемал Мустеданагић, Златко Крањчар, Рајко Јањанин, Драгутин Вабец | Желимир Стинчић, Срећко Хуљић, Чедомир Јовичевић, Велимир Зајец, Филип Блашковић, Ивица Миљковић, Ивица Сензен, Џемал Мустеданагић, Златко Крањчар, Рајко Јањанин, Драгутин Вабец |
| Стрелци                             | 1-0 Шурјак 105' | 1-0 Шурјак 105' |